# Heidi Rakels
Heidi Maria Hubertina Rakels (* 22. Juni 1968 in Löwen) ist eine ehemalige belgische Judoka. Sie war Olympiadritte 1992 und zweimal Europameisterschaftszweite.

## Sportliche Karriere
Die 1,78 m große Heidi Rakels kämpfte meist im Halbschwergewicht. 1990 gewann sie bei den Studentenweltmeisterschaften Silber im Halbschwergewicht und Gold in der offenen Klasse. 1992 trat sie im Mittelgewicht an und erreichte das Finale der Europameisterschaften, dort unterlag sie der Italienerin Emanuela Pierantozzi. Bei der olympischen Premiere des Frauenjudo 1992 in Barcelona unterlag sie im Viertelfinale der Britin Kate Howey. Mit drei Siegen in der Hoffnungsrunde erkämpfte sie eine Bronzemedaille, wobei sie im entscheidenden Kampf die Deutsche Alexandra Schreiber bezwang. 
1994 und 1995 trat Rakels mit mäßigem Erfolg im Halbschwergewicht an. 1996 war sie im Mittelgewicht Fünfte der Europameisterschaften. Ab 1997 wechselte sie endgültig ins Halbschwergewicht. 1998 war sie Fünfte der Europameisterschaften und gewann mit der belgischen Equipe Bronze bei den Mannschaftsweltmeisterschaften. Bei den Europameisterschaften 1999 unterlag sie im Halbfinale der Französin Céline Lebrun, gewann aber die Bronzemedaille gegen die Spanierin Esther San Miguel. Die belgische Frauenmannschaft erkämpfte 1999 den Europameistertitel. Bei den Olympischen Spielen 2000 in Sydney gewann Rakels ihre ersten drei Kämpfe. Im Halbfinale unterlag sie der Chinesin Tang Lin, den Kampf um Bronze verlor sie gegen die Rumänin Simona Richter. 
2001 erreichte Rakels nach neun Jahren wieder das Finale bei den Europameisterschaften, diesmal unterlag sie Céline Lebrun. 2003 war Rakels noch einmal Siebte der Europameisterschaften.

## Belgische Meistertitel
- Mittelgewicht: 1992
- Halbschwergewicht: 1987, 1989, 1990, 1997, 1998, 1999, 2001, 2002, 2003
- Offene Klasse: 1990